# アスキーアート
アスキーアート（ASCII art）とは、プレーンテキストによる視覚的表現技法のことである。

## 概要
「ASCII art」とは本来、英語コミュニティにおいて「ASCII文字コードに含まれる文字・記号を用いた表現」のことを指した。日本語の入力環境としてはASCIIコードよりもシフトJISやEUC-JPなどが主流だが、テキストアート一般を指す語として日本語でも「アスキーアート」と呼んでいる。一方、英語ではこれらは「シフトJISアート（Shift_JIS art）」と呼んで、ASCII artとは明確に区別する。
アスキーアートは1行（数文字〜数十文字）の顔文字から、複数行（数百〜数千文字）に及ぶ大掛かりなものまで様々である。古くはタイプライターやテレタイプ端末で同様の表現を試みた者もいたが、この語が普及するようになったのは、パソコン通信の電子掲示板が知られるようになってからである。インターネットの普及とともに一般人がコンピュータ文字を多く扱うようになり、誰でも日常的にアスキーアートを見たり、コピーペーストして使ったり、ツールを使ってアート表現を行ったりすることが可能になった。
Unicode、そしてSNSやオンラインゲーム（MMORPGなど）の普及によって、日本独自だった顔文字を海外の非日本語母語話者が目にする機会が増えた。
日本語フォントによるアスキーアートでは、アート表現で余白を表すための全角スペースの間隔を揃えるために等幅フォントを使うことが多かったが、サイトによっては表示にプロポーショナルフォントが指定されているため、これを考慮して半角ピリオド等で調整されることも多い。

## 表現の手法
アスキーアートの表現手法には大きく分けて2通りある。
- 文字の形を線と見なし、それを連結させてゆくもの。いわゆる顔文字や小さなアスキーアートに用いられる。
- 文字を1つのドットと見なし、文字の違いは濃淡の差として扱うもの。全体の形は大きくなりやすい。

## 歴史

### 起源

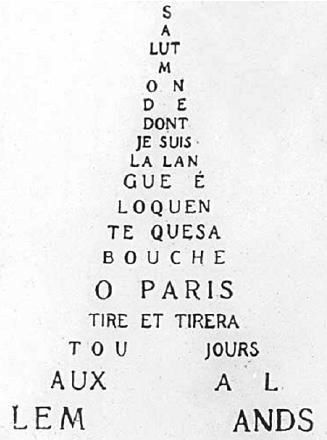
ギヨーム・アポリネール「カリグラム」、1918年

活字によるアート表現の起源は19世紀の古いタイプライター時代に遡る。現在知られている最も古い活字アートは、1898年（明治31年）にフローラ・ステイシー Flora Stacey という女性が蝶を表現したものである。1918年（大正6年）にはキュビスム先導者の一人であるギヨーム・アポリネールが活字で絵を描いた『カリグラム』 Calligrammes  を刊行し、1922年にはホバート・リース Hobart Reese が「活字だけで描いた人物画」を発表して注目された。

### ASCII以前
入力環境として当初は大文字だけをサポートする3列キーボードが主流だったが、遠隔地への文字送信の研究が進むと改良が加えられた。1931年（昭和6年）には5ビットの文字コードであるBaudot Code（ボー符号）が国際テレグラフ・アルファベットNo.2として承認され用いられた（当時はビットと言わず、「5単位」と呼称した）。ボー符号はShiftキーでアルファベットモードと数字・記号モードを切り替える機能をもったが、通信回線の品質が不安定だったため切り替えがうまく行かずにしばしば「文字化け」が起きた。
通信速度が非常に遅くまた高価であったこと、用途が限られていたこと（軍用や警察用、新聞社用）などのため、1960年代までテキストアートは用いられなかった。1960年代から70年代にかけてはアマチュア無線の遠隔文字送信手段であるラジオテレタイプ（RTTY）が隆盛し、文字でイメージを描いた文字絵が頻繁に用いられた。

### ASCII登場以後
1963年頃に7ビットの文字コードASCIIを用いるページプリンター「ASR-33」がテレタイプ社から発売されると、5ビットのボー符号は種類の少なさから次第に使われなくなり、ASR-33が標準的なページプリンターとして定着するに伴ってASCIIコードが普及した。ASCIIコードによるテキストアート（狭義の「アスキーアート」）として最古の例は1966年、当時ベル研究所に勤務していたケン・ノウルトンがレオン・ハーモンとの共著『Studies in Perception I』に掲載したもの（実物）が知られている。
1974年にマイクロプロセッサが登場すると、個人でも所有できる価格とコンパクトさをもったパーソナルコンピュータ（パソコン）の時代が到来した。1990年代初頭までほとんどのパソコンはネットワーク機能を標準搭載していなかったが、愛好家たちはネットワークを構築し、メッセージを電子掲示板（Bulletin Bourd System, BBS）やパソコン通信のコミュニティで交換していた。最初の電子掲示板は1978年2月16日にイリノイ州シカゴでウォード・クリステンセンが開設したCBBSである。
BBSや電子コミュニティは単なる情報伝達だけでなく会話・コミュニケーションの場であったため、感情を表す顔文字が多く生み出された。顔文字の起源も19世紀に遡るが（→顔文字）、現在の顔文字の直接の起源としては1982年9月19日11時44分のタイムスタンプがあるカーネギーメロン大学のスコット・ファールマン（Scott Fahlman）による顔文字『:-)』（笑い）と『:-(』（真剣な）の提案がある。
日本においては縦置きの顔文字が早くから考案され、1986年6月20日0時28分の若林泰志によるパソコン通信アスキーネット上の顔文字『(^_^)』が確認できる。当時はカタカナ以外の日本語文字を表示できるパソコンがそもそも少なく、以下のログも半角カタカナで書かれたものである。若林によると、同じくアスキーネットで「binbou」と名乗っていた人が同時期に『(‾_‾)』を使用しており、どちらが先に使用し始めたかは分からないとしている。

### インターネット時代
1995年のWindows 95発売を境にインターネットを介した情報交換が社会に一般化し、「IT革命」「インターネット社会」と呼ばれる情報化社会が到来した。膨大な量の情報が従来よりもはるかに安価・容易に「伝達」「コピー」「移動」できるようになったことで、文字によるアート表現は大きく隆盛することになった。
人々はウェブ上のフォーラムや掲示板、コメント欄等に「入力可能な文字によるアート」を盛んに投稿し、あるいはメールで顔文字を送りあった。顔文字と同様に感情を伝える手段として拡張フォントとしての「絵文字」も隆盛したが、機種やデバイス環境に依存しない（文字化けしない）プレーンテキストベースの顔文字はコミュニケーションの補完手段として現在も多く用いられている。
アスキーアートそのものを楽しむ文化もインターネット普及とともに大きく広がった。日本においては大型匿名掲示板「2ちゃんねる」を中心にして「アスキーアート（AA）文化」とも呼べるものが隆盛した。「顔文字板」（1999年開設）、「モナー板」（2000年開設）、「AA長編板」（2002年開設）からは多くの「名作AA」「AAキャラ」が生み出され、ニュースや専門用語などを連続のAAで「解説」するといった新しい楽しみ方も現れた。これらは現在も2ちゃんねるの「AAカテゴリ」を中心に多くの閲覧・投稿がある。
インターネット以前の文字アートとの大きな違いとして、著作権の所在が不明確なことが挙げられる。2005年には、元々掲示板で生まれたとされる「のまネコ」というキャラクターに自社の著作権表記を付した商品を販売したとして音楽制作大手のエイベックスが大きな批判にさらされる事件もあった（→「のまネコ問題」）。

## 欧米での使用
古くから愛好者が多く、専用のニュースグループもある。またANSIエスケープシーケンス (カーソル移動や色・反転表示を記述することができる制御文字) を使ったアニメーションも存在する。
ここで使用しているアスキーアートは半角＼が半角￥に置き換わって表示される場合あり。

### 1行のもの
最もシンプルなアスキーアートは、2-3文字を組み合わせた感情を表現するためのもの。スマイリーとも言う。
多くのものは90度回転した状態（左が上）で感情が表されている。QWERTY配列のキーボードであればIMEを問わず利用できる（例えば日本語IMEでも半角入力状態にすればよい）ため、全世界的に用いられている。「:」の部分を「=」にすることもあるが、ウインク以外に目を変化させることは少なく、感情は口の形で表現される。対して日本人同士であまり用いられないのは、日本ではシフトJISによる顔文字文化が発達しているためと、目の形で感情を表現する事が多いため。
```
:-) または :) または :D　スマイル
:-( しかめ面
;-) ウィンク
:-p 揶揄
:P　舌出し
:O 驚き
```

### 複数行のもの
より大きく、より複雑な図形を書くためには、複数行を使用。
```
            (oo)
     /-------\/           O
    / |     ||           /H\
   *  ||----||           / \
      ~~    ~~
（左から順に、牛・人）
```

## 日本での使用
日本語環境でのアスキーアートの状況はやや特殊である。日本語は一般に2バイト文字で記述されるため、コンピュータ上においてもシフトJISのようにひらがな、カタカナ、漢字、英字、数字、記号といった多彩な文字種が混在して用いられるが、このことが微妙な感情をテキストアートで表すことを可能にした。このため世界的に主流の1バイト文字アートでなく、2バイト文字アートが発達した。日本における特徴としてはこの多彩な文字の他、位置合わせに適した全角スペースの存在、文字幅の設定が挙げられる。
日本語アスキーアートは、環境に非常に依存するという弱点がある。WindowsかMacかによっても見え方が異なる上、Microsoft Windows VistaからはMS Pゴシックとは文字幅も字体も違う、メイリオフォントが導入された。また、MS Pゴシックなどのフォントも一部の字体が変更されており、一部のアスキーアートを正常に表示することができないことが判明している。その他にも、フォント設定が正常に反映されない等の不具合も多い。

### 顔文字
顔文字はフェイスマークともいい、シンプルなもので4-8文字程度からなる。感情を表すためにメールの本文・チャット・電子掲示板・メーリングリストなど、さまざまな場所で使用される。携帯端末でも多用される。シフトJISの文字セットは漢字や欧文・記号・罫線など数万種類もの文字をもつため、これらを組み合わせて微妙な感情表現が可能になる反面、ほとんど使わないような文字を顔文字のために呼び出すことが必要になる。
このため、よく使う顔文字をIMEの辞書機能に登録して使用することも一般的である。例えば携帯電話においてはiPhoneなど海外メーカーのものでも初期設定で顔文字がいくつも登録されている。欧米では、1バイト文字のみで構成されているものが日本のサブカルチャーに興味を持つ人々の間で使用されている。orzは中国・台湾にも輸出され、独自のアスキーアートが作り出されている。
（例：圙rz 老人の顔）。
```

笑い　　(^▽^)　　(^ω^)　　(゜∀゜)　　(・∀・)ニヤニヤ　　ヽ(´ー｀)ノ　　(●´艸｀●)  　(*^_^*)　　ｖ(^_^)ｖ　　(*´∀｀*)　　(´▽｀〃)ヾ

喜び　　ｷﾀ━━━━(ﾟ∀ﾟ)━━━━!!!!　　ｷﾀ━━(゜∀゜)━( ゜∀)━( 　゜)━(　　)━(　　)━(゜ 　)━(∀゜ )━(゜∀゜)━━!!!!!
　　　　　ヽ(゜▽、゜)ノ　　ヽ(´▽｀)ノ♪　　ヽ(*´∀｀)ノ　　*+｡('∀'＊)*+｡　　(*^^)v　　(^^♪　　(*＾ーﾟ)b　　(*´｀)　　⁽⁽٩(๑˃̶͈̀ ᗨ ˂̶͈́)۶⁾⁾

怒り　　(#｀Д´)　　（*゜Д゜）　　(♯・∀・)　　ヽ(｀Д´）ノ　　(｀･д･´)　　Σ(゜д゜ )カッ　　(　゜Д゜)ハァ?　　(#ﾉﾟДﾟ)ﾉ　･ﾟ･┻┻ﾟ･:.｡o　　(°〆°#)　　(`益′)　　(ะ`♔´ะ)

泣き　　(>_<)　　(T_T)　　(Ｔ▽Ｔ)　　(ΩoΩ)　　 (つд｀)　　。・゜・(ノД`)・゜・。　　゜(゜´Д｀゜)゜。　　(ぅω・)　　。・゜（゜⊃ω⊂゜）゜・。　　(´；ω；`)　　｡ﾟ(ﾟ∩´﹏`∩ﾟ)ﾟ｡

落胆 　orz　　brz　　_|￣|○　　OTL　　Σ(´д｀;)　　　　('A`)　　(￣∧￣)　　(;´Д｀)　　or2

失敗　　(/ε＼)　　(ノ∀｀)　　(´∀｀；A )　　^^;　　／(^o^)＼　　(,,´д｀)

驚き　　Σ(゜Д゜;)　　Σ(@Д@)　　Σ(゜Д゜ノ)ノ　　(゜д゜)　　(ヽд) ゜゜　　(；・`д・´) 　(ΦДΦ)!?　　＼(゜ロ＼)(／ロ゜)／　　＼(；ﾟДﾟ)/

怯え　　(>_<) 　((((;゜Д゜)))　　((((;゜Д゜)))ｶﾞｸｶﾞｸﾌﾞﾙﾌﾞﾙ　　(ili゜Д゜)　　(:.;ﾟ;Д;ﾟ;.:)ﾊｧﾊｧ　　(;;ﾟ;ё;ﾟ;;)

余裕　　(*´σー｀)　　(￣ー￣)　　(・ー・)　　(　´_ゝ`)フーン　　(´ー`)y-~~　　(*´∀｀)　　(ﾟーﾟ*)

挨拶/別れ　　(T_T)ﾉｼ　　(・∀・)ﾉｼ　　(*・ω・)ノ~~~　　ヾ(。・ω・。) 　

謝罪/依頼　　m(_ _)m　　(>人<)　　(●´・ω・)(●´_ _)ﾍﾟｺ　　＜●＞

混乱　└(՞ةڼ◔)」

```

### 複数行のもの
3-25行程度を使用する、より大きな文字アート。大がかりな作品も多い。ディスプレイ上の制約からパソコンやタブレット機器などでの使用を前提としたものも多いが、携帯機器でもずれないで見られるよう横幅を調整したものもある。
```
　　　 ∧ ∧
～′￣￣(´ー`)<初出段階
　UU￣￣ U  U
　　↓
　　 ∧ ∧
～′￣(´ー`)<普及段階
　UU￣ U  U
　　↓
 ____ ∧ ∧
|＼ /(´～`)＼<発展段階
|　|￣￣￣￣￣|
|　|＝みかん＝|
 ＼|＿＿＿＿＿|
　　↓
  ∧ ∧
/(´Д`)ノ<汎用・省スペース
￣￣￣￣|
```

### プロポーショナルフォントのもの
Internet Explorer5.0での表示を基準としたMS Pゴシック16ピクセル（12ポイント）、行間2ドットを標準として作られている。数行〜十数行であることが多いが、巨大なものでは50行に達する場合もある。W3C勧告のCSSを利用してアスキーアートに適した表示を行う場合は、以下のように指定することが望ましい。
```
font-family
:
IPAMonaPGothic
,
'IPA モナー Pゴシック'
,
Monapo
,
Mona
,
'MS PGothic'
,
'ＭＳ Ｐゴシック'
,
sans-serif
;

font-size
:
16px
;

line-height
:
18px
;

```

MS PゴシックがプリインストールされていないWindows以外では正しく表示しにくい。その欠点を解決するため、利用がフリーなフォント「モナーフォント」が開発された。このモナーフォントは、Linuxを始めとする他のオペレーティングシステムでも利用可能であることから、この問題点は既に克服されている。モナーフォントには、IPAモナーフォント、M+IPAモナーフォントなど数種の派生フォントが存在する。
ヨシフ・スターリン（政治家）
```
　　　 , -.―――--.､
　　 ,ｲ,,i､ﾘ,,リ,,ﾉﾉ,,;;;;;;;;ヽ
　　.i;}'　　　　　　　"ﾐ;;;;:}
　　|} ,,..､_､　 , _,,,..､ 　|;;;:|
　　|} ,_tｭ,〈 　ﾋ''tｭ_　 i;;;;|
　　|　 ｰ'　|　｀ - 　 　 ﾄ'{
　.｢|　　 ｲ_i _ >､ 　 　 }〉}
　｀{|　_.ﾉ;;/;;/,ゞ;ヽ､ 　.!-'
　　 |　　 　＝'" 　 　 |
　 　 iﾞ ､_　　ﾞ,,,　 ,,　' {
　　丿＼　￣￣　 _,,-"ヽ
''"~ヽ　　＼､_;;,..-" ＿　,i`ー-
　　 ヽ､oヽ/ ＼　 /o/　 |
```

ウィキペたん（擬人化キャラクター）
```
　　　 　ｒu‐┐__ 　 ｒu‐┐
　　　　.} Ω_{' ⌒´ヾｰ､.{　
　　　　´ｒｰﾞｆ（ﾉﾉ）)））!i.｢
　 　 　 ﾉ乂k(lﾟ ヮﾟﾉ'ﾉ乂　　
　　　 ´ ' 　 と}i凹{つ 　 '　
　　　　 　　ｆく/{__}〉
　　　　　　 ´　し'ﾉ　 

```

ウィキペたん、Kasuga~jawiki画）複雑なアスキーアート（テキストアート）の例
```
　　　　　　　　　　　　　　　　　　　　　　　　　　　　　...- ､ 
　　　　　　 ...　　　　　　_..--‐;ｮa-‐―ｰ- ､　ｒｉ''^│ ﾞﾍ;;;;ｌ 
　　　　　 // ＾1　-､_,ノ一ｰ‐宀―‐ｰ-..:;--父1;;;;''‐"´_;;1, ､ 
　　　　　￤.,, ;;'-ｨ/'´:::::::::::::::::::::::::::::::::::::: ﾞｰ弋!>小''ﾜ三;; 　ｌ 
　　　　　　　!ｌ; /’:::::::::::::::: ,,::::　::_::::::::::::::::‐ ﾞlll聿川＾ｌ└‐ｨ丿 
　　　　　//"ｨl/ _　 ::　　d’ｌ::l廴上 、 ﾍ ::::ｌ!ﾉ什　;;;;;;;;;;;;.,,1 
　　　　　ヽ-个.彳彳 廴彳::ﾍ彳ｌ 下ﾞiｰ|ﾋ::::|圭圭l心>;;_ノ 
　　　　　　l ﾉ!ﾉ廴彡下上 ::::`⊥>从上l廴jｌｌｌｌ;;ﾙ;;聿llｌｌｌｌa 
　　　　　/丿ll聿 下ﾞ个从　:::::::'´/＾lllll聿l!ｌｌｌｌｌｌｌｌ!l;;;;ｌｌｌｌ;;ｌｌｌｌ廴 
　　　　丿/ｌ:: |;;从弋￤lalll!:::::::::　|聿聿l聿广下|;;;;ll!;;;;ｌｌｌｌ;;廴 
　　　／_ﾉﾉ _彡l勺癶　ﾞ川!:　::::::: '宀'´:" ﾉ::::/l１l;;川;;;;聿ｌｌｌｌ廴 
　 ,／_dl小::j;;ﾅ| l;;彡亅'''　:ﾆuaｭ:::: :::::　ょ--'’ﾉ ;;ｻl;;;;;;什ﾞlllｌｌｌｌb__ 
－ﾆ广 │::|什│;;廴　ヽ..,,_￤::::〉:__..n宀 _..-'?/ﾉ彳|;;;;;;彳　 ﾞﾞ~~´ 
　　　　　!〕|;;〕　! ;;聿:ﾆ'''';__一个"´　Ｙ：ｌ‐''''大 l廴 |ｌｌｌｌ爪 
　　　　　!l!|;;〉　1下　　`‐弋ﾆ"ﾆ!￣/--. 　辷ﾉ圭ｉ_|;;;;什 
　　　　　ﾞﾊｻ　　∪---　＼_ｌ７!...._ 　　￣ |聿lｌｌｌｌｌｌｌｌ聿│ 
　　　　　　　　　　ﾉ....,_　￤ノ'ｧｨ' ﾚ┐ __-..ﾉ聿ｌｌｌｌｌｌｌｌ彳 
　　　　　　___　　彳 　! ./''ンﾆ ’－'’/ 　lｌｌｌｌllllllllｌｌｌｌ聿..-‐ヽ 
　　　　　　!　 ゛'''从‐''"￤‐’└‐‐ 　,,_ _jｌｌｌｌｌｌｌｌｌｌｌｌllｌｌｌｌ彳 　/ 
　　　　　　ｌ　 　 _i聿a_ｭ'｀　－ 　‐＿ｨlｌｌｌｌll聿lｌｌｌｌｌｌｌｌll廴 　１ 
　　　　　　 l　　,jlｌｌｌｌｌｌｌｌ聿llｮl聿aｮllｌｌｌｌllｌｌｌｌlllllll/＾ﾞlllllｌｌｌｌlla; 　! 
　　　　　　 /!_llｌｌｌｌｌｌｌｌ!ll聿宀宀ﾚ聿聿聿聿'´;;;;;;;ﾞlｌｌｌｌｌｌｌｌ廴..ゝ 
　　　　　　/ `ﾚｌｌｌｌ爪,∫ 　....--........---ﾉ!..　;;;;;;;;;;ﾞ手~~ 　;;;;1 
　　 －‐''''１　 　＾ﾆilﾖ''ｰ-............-‐彡'~~ ｰ冖＿;;;;/　　 　;;;;_ｌ　　___ 
　彡-―　: ヽ......ﾉ/ 　　　　　　　''´,－　　￤,ノl廴｀‐.._ ┌'´ﾆノ‐⊥ﾆ''' 、 
　ノ宀ン―''‐ﾕ,/　　　　　　　 　－　　　 　1- ﾉllll廴ｰ宀　: 　,／－::＼1 
　　　　　　 彳」　　　　　　　　　　　　　　 　|´..|ｌｌｌｌllllb　　 `''―'' 八ｌ./ 
　　　　　 .j聿│　　　　　　　　　　　　　 　;,',,_ lｌｌｌｌllllll廴　　　　　‐´ 
　　　　　ﾉll厂"'、　　　　　　　　　　　 　 ,￤　,|ｌｌｌｌllllllll廴 
　　　　　lllll廴lﾆ ヽ..__　　　　 　 　_.....-('´ __jlｌｌｌｌｌｌｌｌllllllｻ 
　　　　　 ﾞllｌｌｌｌ聿lｮJ__￣ﾞ1''''"^ｌ⌒__」___)_ｮｌｌｌｌｌｌｌｌｌｌｌｌ彡" 
　　　　　　　ﾞﾞﾞ弋llllll聿lllll!lllllllllllllｌｌｌｌｌｌｌｌllllｌｌｌｌllｌｌｌｌ千~~ 
　　　　　　　　　　＾ﾞﾞﾞ宀ｌｌｌｌｌｌｌｌｌ聿ｌｌｌｌｌｌｌｌｌｌｌｌ宀~~ 
　　　　　　　　　　　　　 〈ｌｌｌｌｌｌｌｌ圭ｌｌｌｌｌｌｌｌ廴 
　　　　　　　　　　　　　　lｌｌｌｌｌｌｌｌｌｌｌｌｌｌｌｌｌｌｌｌll聿_ 
　　　　　　　　　　　　　　〈llllllllllllｌｌｌｌllllｌｌｌｌllll圭 
　　　　　　　　　　　　　　 |ｌｌｌｌllllllll聿llllllllllllll廴 
　　　　　　　　　　　　　　 ''ｌｌｌｌllllllll卅 ﾞlｌｌｌｌllll聿 
　　　　　　　　　　　　　　　|llllllllllll聿　 ｌllllllll聿! 
　　　　　　　　　　　　　　　 lllllllllllll彳　 ﾞlｌｌｌｌll聿_ 
　　　　　　　　　　　　　　　 |ｌｌｌｌllllllｻ　　　|llllllll聿_ 
　　　　　　　　　　　　　　　　!llllllll彳　　　〈llllllllllll廴 
　　　　　　　　　　　　　　　 ﾉlllllllllla　　　　ｌｌｌｌllllllllll彡 
　　　　　　　　　　　　　　,_ｨlllllllllllll廴　　　lｌｌｌｌllllllllll广 
　　　　　　　　　　　 ｨｮlllｌｌｌｌllllllllllllll彳　 _ｨlｌｌｌｌllllllll广 
　　　　　　　　　　　 ﾞﾞ宀ﾚ聿千~~　 /lｌｌｌｌllllllllll夕 
　　　　　　　　　　　　　　　　　　　　　￣~~￣ 

```

複雑なアスキーアート（テキストアート）の例
```
　　　　　　　　　　　　　　　　　　　　　　　}k
　　　　　　　　　　　　　　　　　　　　　　 ﾉ;'l{
　　　　　　　　　　　　　　　　　　　　　_ノ;人'､
　　　　　　　　　　　　　　　 }､、__,. -'',r'／ｐ､ヾ､
　　　　　　　　　　　　　　　,}”ー--､."ﾆー--ﾞ'ゝ ﾞ'‐､_＿,､ｬ,
　　　　　　　　　　　　　 ,､ /;;,rlT=ｲ__~￣~＾~＾''ー‐---､.ｙ"
　　　　　　　　　　　　　,irこ;;;},|ｉ　||　 ~||~ﾞ ''l!ｔー-n-;t{;/
　　　　　　　　　　　　 ,ｊ r'i!_､_}-二 ﾆﾆ゛‐-,k!i､,､､｣|__,|ﾄｯ
　　　　　　　　　　　､_ ﾔ{/iｺ};,^;;,,,;;;,‐,-,=ノ,ム=_-__ーﾈ{´,
　　　　　　　　　　 ,};ｺﾆﾆ/7r'|”~,__,゛,／ノ 。 ＼~＾~^”””'ﾔ
　　　　　　　　　　 i!;;;;;;;;;;;､i!__|　,i-!;'"／,r'^ｖ^‐､＼iｺ~|ﾚ=i、
　　　　　　　　 ,}`ｰ';;;;;;;;;;;;;;;}r‐''”_,.-''／ [iillIII}}}] ､゛＼i!､;;;;i､
　　　　　　　　/,Eｬｯririririrnm;y､^,､ﾆﾆ ｰ_ー‐-ー'　゛＼,;;;i{､_　　　　 ,.ｨ
　　　　　　　 /,r"=|､__　　　￣~””””””'''''''ー,rk':;firiririnnm;y^~三ﾆ;:ﾆ'}
　　　　　　 ,/,r"=/|::::..￣~゛゛``''';::::::::::::ー‐,ノ,ム-.,, ､.､.゛,.___゛~＾~゛＾i;／
　　　　 ,、 /,r"=/,;l,,,::::i::::|iillIIIIIIIIII|||:::::;7／,r'　`｀i､:::.iﾍ::::::::.￣~''''''':|
.　　　 ｫ}仁二Vｪ＾仁￣~"""゛””””''ｰ／,r'" .,・、 `＼[iillIIIII|||]:::::::::::|　 ,
　　　　i!;;;;;;;;;;;/ｲ'^ﾄｰ‐-ﾆﾆ二､こ,.-'" ,r' ,.-ｰ{　 }ｰ､`､＼"＾"＾"＾"^゛''ｰ'}
　　　 ,il;;;;;;;;;;;;;:^^i'|::::::::::::...　,. -''"_, -'／―‐‐｀´ ―`i､゛､＼゛＾゛""ｰ'r／
　　　 i l;;;;;;;;;;;;;;;;;;,'|::::i,,. -''＾_,,.-''′／' ,;iiiiiiiiiiiiiiiiiiiiiiilllll　`i､` ､ﾞ-､:::::::::|;iｔ======r'7
　_r,=ｰｦｰ",,:;;;;;;'7rｲ~,. -'''~,._-_''~´..::::::|iillIIIIIIIIII|||||||||}.:::::ﾞ'‐､ ` ､ﾞ''-､:|;;;`i､;;;;;;;;;;;;~ヽ､
　〕{ｭｮiririririrm;;;;;~_,ｎ､￣__二;;;,, ￣~゛゛゛'''''',,;;;;;;;;;ー―‐---`ゝ､` -､~ヾ,,;;ヽ､;､;,._;;_;;_,,'‐､
../,r'ｰl~~~^~_,.,r'%%r===%%''ｭ.,_"‐^"‐''=fhifhicifcifriririririyr'g'y'ng'y''ngmgigpmgwwiV}　｀''‐､._
/,r'=r|::::::::,r7=-ｰ''＾`ｰ"＾ -､_=ﾌ:::::::::::: ..................._________　　　　~"””””””””””””|”””riririririnｆｚmir'7
ゞ゛ヾ゛;:"゛ゞ"'';;,r';";;ヾ、:::::::::|::::::i####lllllllllllliiiiii;;;;;;;;;;;;;;;;;;;;;;;;;;￣ "''''' ::::::::::::::::::::::::::::|”””””””ヽ､””””"
ヾ､ﾊ,;;^",,;;;;;,r''^"::;''"",r'::::::::|､::::||iiiiilllllllllIIIIIIIIII||||||||||||||||||||:::::::::::|llllliii|::::::::::::::::::::::|＾~＾~＾~'i~"
ヾゞ,､;:,,y''''７''""""'';;'':::::::::::::|;;`ヽ;､_,､::;;;;;”””””””””””'''''''''..::;;;:::::;!!!!!iil::::::::::::::::::::::|::::::::::::::::|
::ヾ､,,;;;ﾊ;''"""'''';;::''"""''r,､hhhhhhm}{ﾒfﾀfﾀfﾁfﾂfﾖfﾖfﾖfﾖfﾓfﾖfﾙfﾙffﾙfﾙ%%$%$%$$ﾕ:::::::::::|
''"゛;;;;:::"''',,《;;;;''ヾ､,;""~~＾~＾~＾~＾~|^`‐'___`ｰ'___`ｰ'__`'ｰ' ｀`ｰ' ｀`ｰ' ｀`ｰ' ｀`ｰ'｀-ｰ'"::::::::::::::|
ヾ;;;,,ゞ,r'"";;,," .::::::::::::::::::::::::::::::::::::::|~^r'_ﾉ｀i~,ｋ'_~T"ｖ~「＾ｊ,Ｔニｿﾆｉ`ウﾆ{''Ｔ;ﾆｊ7{ﾍ""""""""
;;'ヾ,r";r'ヾ'";:" ;;;;;;;;;i:::::::::::::::::::::::::::::|´)､_}ｰｖ'´ヽ^{~ﾌ～ｖ_~ゝく,ﾉ~i´_K´ﾒｖ_~Ｋﾄｰ{_{､ヽ､ｊ､_}~ｽ､
;;;''ゞ;;;,i＾'',､lll||||||||||||:::::::::::::::::::::::::::::|r'_ﾉ｀i~,ｋ'_~T"ｖ~「＾ｊ,´)､_}ｰｖ'ｹ^～ｖ__ゝ;く,ﾉ~i_ｊﾍヽｖ~「＾ｊ´)､
;;',;ヾ;ヾ;､;;;'''゛iil||||||||l::::::::::::::::::::::::::::;|ｼ､_}~ｽ､く,ﾉ~i´_K´ﾅｖ＾ｰﾇ_ヽ^{~ﾌｖ7_,ｒ`}ﾌ～ｖﾚﾝ､ヽﾌｖ_,ｒ`}ヽ
Il"^ヾ､,rーir;=＝＝＝==i､ーｙ'-;ーkー┐,}イ_,ﾚ´i~,;ｋ'_~ﾒｖ^-ﾁ_ﾂゝく,ﾉ~v＾ｊ,´)､_}ゝｸ-ヽヽﾉiｽ´ヽ^{､
;;|,-r‐'ｙ';_rｌｌｒ＝＝＝＝==Ｖ´)､_}ｰｖ'´ヽiｌ~ｼ'_ﾉ｀i~,ｋ'_~T"ｖ~「＾ｊ,´)､_}ｰｖ'ｹ^‐ｽｊ～ｼ'_ﾉ｀iへヽ}ｖ'ｹ^～ｖ､
I;l; _i; ,.ｔ`i､;ll;r＝＝＝＝==ｋ^～ｖ__ゝ;く,i|ｋ'_~T"ｖ~「＾ｊ,´)､_}~ｽ､く,ﾉ_,ｸ~-{`y´K´ﾅｖ＾ｰﾇ_{ｿ＼ヽく,ﾉ~i´ﾅ,､
iIﾈ, Y,k';:i-;ll;ｒ＝＝＝＝=,=i､ﾉ~i´_{ `ｙ;:.l|ｊント､~ｉ_ｲ＾ｊ_Ｙ~i´ゝ‐`ﾒ_ﾇ~i´K´ｙ'ト-ﾅｖ＾ｰヽ~‐`ー＾‐゛゛'゛'';"‐'~
;;;;゛`､;;'､::'':;''^;:~-^:"゛゛:;゛::'';;"､‐;':~;＾::'~､;;'､::'':;''^;:~-^:"゛゛:;゛::'';;"､‐;':~;＾::'~":,;゛^゛:'~''＾’::"''":;゛""゛

```

### 作成上の制約
MS Pゴシックのアスキーアートには作成上の制約が2つある。
- 行頭での半角スペースの使用禁止（行頭半角スペース）
- 連続した二つ以上の半角スペースの使用禁止（ダブル半角スペース）

どちらもInternet ExplorerやGeckoを使用したWebブラウザでは、省略されてしまい表示されない。
最近ではこの制約を逆手に取ったアスキーアートが作られている。ある種の騙し絵であり、アスキーアートの中にわざとダブル半角スペースを仕込み、Webブラウザ上とそれ以外での表示を別物にするものである。
HTMLタグでフォントのサイズや色を変えたりすることはない。文字を大きくしたい場合は、アスキーアートで大きな文字を作ったり、（下図参照）色を付けたい場合には画素とする文字の濃淡を利用し、マンガにおけるスクリーントーンのような効果（下図参照）で濃淡を表すようにする。
```
　　　　　　　　 　 　 　 　  __|__　　　　　-┼-
　 　　　　　　 七_　 　 　  ,-|ナ、 　 　,.-┼ト、
　　　あ　　　 (乂 ）　　　 し'ヽ ノ　　　ヽ__ レノ
　小←──────────────────────→大

　薄
　↑米米米米米米米 : : : : : : : : : : : : : : :
　｜髟髟髟髟髟髟髟 :..:..:..:..:..:..:.:..:..:..:..:.:..:
　｜面面面面面面面 :.:.:.:.:.:.:.:.:.:.::.:.:.:.:.:.:.:.:
　｜鼎鼎鼎鼎鼎鼎鼎 :.::.::.::.::.::.::.::.::.::.::.::.:::
　｜蠻蠻蠻蠻蠻蠻蠻 ::::::::::::::::::::::::::::::::::::::
　｜鬣鬣鬣鬣鬣鬣鬣 ::::::::::::::::::::::::::::::::::::::
　｜麌麌麌麌麌麌麌 ;:;::;::;::;::;::;::;::;::;::;::;::;::
　｜黌黌黌黌黌黌黌 :;:;:;:;:;:;:;:;:;:;::;:;:;:;:;:;:;:;:
　｜鬱鬱鬱鬱鬱鬱鬱 ;;:;;:;;:;;:;;:;;:;;:;;:;;:;;:;;:;;:;;
　↓䨻䨻䨻䨻䨻䨻䨻 ;;;;;;;;;;;;;;;;;;;;;;;;;;;;;;;;;;;;;;
　濃

```

### 分類
プロポーショナルフォントのアスキーアートは、作風によって大きく3種類に分けられる。制作の場でもある2ちゃんねるの板名をつけて呼ぶことが多い。

#### 顔文字板系
イラスト、写真などをトレースしたアスキーアートで、20行以上に渡る巨大なものが多い。大抵は漫画やアニメ、ゲームの一枚絵を元に作られている。簡単なものでも制作にはある程度の技術が必要。
このタイプのアスキーアートはオートトレースツールを用いて機械的に制作することも出来るが、精度は低く雑然とした文字の固まりにしかならない。オートトレース後に修正するなど、手書きの工程省略には使われる。

#### モナー板系
漫画のように大きくデフォルメされたアスキーアートが分類される。顔部分が1行分の顔文字、全身が（通常の頭身では）5行程度に収まる。2ちゃんねるのアスキーアートキャラクターと言えばこのタイプである。
単純なものであれば顔文字系アスキーアートより遙かに制作が簡単である。すでに作られたアスキーアートがあればそれを改変することで、「コピペ改変」として新たに作り替えることも出来る。
2ちゃんねるの1レスを漫画の1コマとして作り上げるストーリーAAは、ほぼ全てがモナー板系列で作られ、長いものでは3000コマを越す。

#### ガイドライン板系
クマーややる夫に代表されるアスキーアート。大きくデフォルメされているのはモナー板系と同じだが、目鼻口の顔部分だけで5行、全身が10行を越す。
顔だけで5行を利用しているので、顔文字板系同等な多彩な表情を表現できるが、デフォルメされているためモナー板系並に制作のハードルが低い。顔文字板系、モナー板系の中間と言うべきタイプであり、どちらともに親和性が高い。2002年頃までは顔文字板で最も作られていた。

## アスキーアートから生まれたキャラクター
日本では既存キャラクターをアスキーアート化するだけでなく、アスキーアートそのものから発生したキャラクターも現れた。ここでは代表的なもののみ記述する。
- モナー
- ギコ
- やる夫
- ゆっくり霊夢
- ゆっくり魔理沙